# Большая Змеинка
Большая Змеинка — река в России, протекает по Крапивинскому району Кемеровской области.
Устье реки находится в 354 км от устья Томи по правому берегу. Длина реки составляет 17 км.

## Данные водного реестра
По данным государственного водного реестра России относится к Верхнеобскому бассейновому округу, водохозяйственный участок реки — Томь от города Новокузнецк до города Кемерово.